# 羊乳のチーズ一覧
羊乳のチーズ一覧を示す。

## 種類
- イディアサバル (スペイン)
- イルコッタ (マルタ)
- エヴォラ (チーズ) (ポルトガル)
- オッソー・イラティ (フランス・スペインのバスク地方)
- カショッタ・ドゥルビーノ (イタリア)
- カステロ・ブランコ (チーズ) (ポルトガル)
- ケソ・マンチェゴ (スペイン)
- ジュベイナ (マルタ)
- シレネ (バルカン半島諸国)
- セーラ・ダ・エストレーラ (ポルトガル)
- セルパ (チーズ) (ポルトガル)
- テリンチョ (ポルトガル)
- ナーブルスチーズ (中東地域諸国)
- ニーザ (チーズ) (ポルトガル)
- ハルーミ (キプロス)
- ピカンテ・ダ・ベイラ・バイシャ (ポルトガル)
- フェタチーズ (ギリシャ)
- ブロッチュ (フランスコルシカ島)
- ミチトラ (ギリシャ)
- ロックフォール (チーズ) (フランス)
- ロマーノチーズ (イタリア)
- ロンカル (スペイン)

## ブランドまたは分類名
- ブルーチーズ (フランス)

## 参照項目
- チーズの一覧
- ヤギ乳のチーズ一覧